# Cliff Bastin
Clifford Sydney Bastin (Exeter, Devon, Inglaterra,14 de marzo de 1912 – 4 de diciembre de 1991) fue un futbolista inglés que jugó como extremo para el Exeter City y el Arsenal Football Club. Además fue internacional para la selección de fútbol de Inglaterra. Bastin es el tercer máximo goleador del Arsenal de todos los tiempos.

## Carrera
Bastin comenzó su carrera en el Exeter City, debutando para el club en 1928, a la edad de 16 años. A pesar de jugar solo 17 partidos y anotar 6 goles en su paso por Exeter, fue descubierto en un partido contra Watford por el entrenador del Arsenal Herbert Chapman. Chapman estaba en el juego para observar a un jugador de Watford, pero la habilidad de Bastin con solo 17 años se hizo tan evidente para él, que decidió fichar al jugador al final de la temporada 1928-29.
Bastin hizo su debut en Arsenal contra el Everton un 5 de octubre de 1929 y fue de inmediato regular en el primer equipo, haciendo 21 apariciones en esa temporada. Pasó a ser un jugador recurrente durante la próxima década, jugando más de 35 partidos en cada temporada, incluyendo la temporada de 1937-38. Su aspecto juvenil le valió el apodo de "Boy Bastin", pero a pesar de eso, el juego de Bastin se caracterizó por una notable frialdad y precisión mortal frente a la portería; él también se convirtió en el pateador de penales regular del Arsenal. Bastin realizó hazañas notables. teniendo en cuenta que jugaba de extremo en lugar de delantero central. En ese momento, la estrategia del Arsenal dependía en gran medida de sus desbordes por los extremos hacia el área rival,  asistiendo al delantero Alex James se convirtieron en una fuente de muchos goles.
Con el Arsenal, Bastin ganó la FA Cup en dos ocasiones, en 1929-30 y 1935-36, y el título de la First Division cinco veces, en 1930-31, 1932-33, 1933-34, 1934-35 y 1937-38. A la edad de diecinueve años Bastin había ganado un título de Liga, la FA Cup y fue convocado por la selección inglesa, convirtiéndolo en el jugador más joven jamás convocado por este país. Jugó en la victoria del Arsenal por 2-1 ante el Sheffield wednesday en el Charity Shield en Stamford Bridge en octubre de 1930. Bastin también terminó como máximo goleador del Arsenal en 1932-33 y 1933-34, con 33 y 15 goles respectivamente. Después de que el delantero central Ted Drake llegó en marzo de 1934, Bastin no fue más el principal extremo del Arsenal.
Con Drake anotando gran parte de los goles y Alex James cada vez con menos disponible, debido a las lesiones y a la edad, Bastin fue reasignado como delantero central para reemplazar a James en gran parte de la temporada 1935-36, que vio al Arsenal caer al sexto lugar. Bastin anotó 17 goles, incluyendo 6 en la campaña del Arsenal hacia la final de la FA Cup 1936, donde ganaron por 1-0. Luego de que la banda derecha estuviera cubierta por  Jack Crayston, Bastin volvió a jugar de extremo izquierdo y anotar 17 goles en la temporada 1937-38, donde ganaron el título. Una lesión en la pierna derecha lo dejó fuera de gran parte de la temporada 1938-39, la última antes del estallido de la Segunda Guerra Mundial.
Bastin anotó un total de 178 goles y fue el máximo goleador del Arsenal desde 1939 hasta 1997, cuando fue superado por Ian Wright. En 2005 Thierry Henry pasó la marca de ambos jugadores, y así Bastin quedó en el tercer lugar. Su récord en Arsenal de 150 goles en la liga duro un poco más , hasta ser igualado por Henry el 14 de enero de 2006 y superado por él en febrero del mismo año.

## Carrera internacional
Bastin hizo su debut en la absoluta de Inglaterra contra Gales. Este juego tuvo lugar en Anfield el 18 de noviembre de 1931, donde Inglaterra ganó por 3-1. Un momento a destacar de su carrera por la selección de Inglaterra fue la famosa "Batalla de Highbury", donde Inglaterra venció a los ganadores de la Copa del Mundo de 1934, Italia, por 3 goles a 2. Bastin también estuvo en un notable partido en Berlín contra Alemania en 1938, cuando el equipo de Inglaterra recibió la orden de dar el saludo Nazi antes del partido. Bastin pudo lograr más actuaciones con la absoluta, pero en ese tiempo su puesto estaba en disputa con Eric Brook.
La Segunda Guerra Mundial estalló cuando Bastin tenía 27 años, esto terminó lo que pudo haber sido el momento cúspide de su carrera. Bastin se excusó del servicio militar ya que fallo la prueba de audición, debido a su creciente sordera. Así, durante la guerra, sirvió como ARP Warden, vigilaba desde la parte superior del Highbury stadium junto a Tom Whittaker. Él también jugó partidos en la war-time league, para impulsar la moral de los civiles. En 1941, en una transmisión de propaganda por radio de la Italia Fascista en Roma, contenía una extraña afirmación de que Bastin había sido capturado en la Batalla de Creta, y que se encontraba detenido en Italia. Claramente los Italianos no eran conscientes de que Bastin era sordo y había sido excusado del servicio.
La pierna lesionada de Bastin había obstaculizado sus actuaciones en los partidos en tiempos de la guerra, y finalmente, frenar su carrera. Después de la guerra, Bastin, en sus treinta años, solo jugó siete veces más, sin anotar, antes de retirarse en enero de 1947.
Después de su retiro, Bastin regresó a su nativa Exeter y abrió un pub. Murió en 1991 a la edad de 79 años. Con una grada en el St James Park, Estadio del Exeter, nombrada en su honor y en 2009 fue incluido en el English Football Hall of Fame.

## Vida personal
Bastin se casó con Joan L. Shaul en Hendon, North London, en 1939. Ella falleció 20 años después, muriendo en abril de 2012 a la edad de 96 años. Tuvieron dos hijas, Patricia y Bárbara.